# ثيودورا جوس
ثيودورا جوس (بالإنجليزية: Theodora Goss)‏‏ (30 سبتمبر 1968 في بودابست - ) كاتِبة، وروائية من الولايات المتحدة.